# Mr. Brooks
Mr. Brooks es una película estadounidense de intriga de 2007. Está protagonizada por Kevin Costner y dirigida por Bruce A. Evans.

## Argumento
El señor Brooks (Kevin Costner) es el hombre del año, tiene una hermosa esposa, Emma Brooks (Marg Helgenberger), pero tiene un oscuro secreto: tiene tendencia a asesinar, con la ayuda de su conciencia, Marshall (William Hurt). Cuando comenzaba su retiro, su hija, Jane (Danielle Panabaker), vuelve a su casa diciendo que se fue de la universidad y que se ha quedado embarazada. La verdadera razón es por las sospechas que recaen sobre ella por un asesinato. Mr. Brooks se preocupa que su hija posea el mismo problema que él. 
Cuando un misterioso sujeto (que resulta ser fotógrafo), llamado Smith (Dane Cook), le presenta unas fotos comprometedoras de él cometiendo un homicidio. Smith lo chantajea para presenciar el próximo asesinato del señor Brooks, pero este deberá decidir si volver a asesinar o ser arrestado, ya que, si Smith no presenciaba su primer asesinato, llevaría las fotos a la policía, ocasionado el fin de la imagen y vida del señor Brooks. Mientras, la detective Tracy Atwood (Demi Moore), frustrada por las insuficientes pruebas dejadas por "El Asesino de la Huella" (Brooks), comienza una nueva búsqueda por encontrarlo.
Sin embargo, el señor Brooks astutamente localiza las pruebas gráficas que posee Smith, y bloquea el arma que Smith posee para que este no pueda disparar. En tanto, junto con Smith, se dirigen al departamento del exesposo de la detective Tracy y lo asesinan junto a su abogada, que también es su amante.
Cuando se encuentran escapando de la escena del crimen, Smith amenaza con su arma a Brooks diciéndole que lo va a asesinar, y que si no hacia eso, hará llegar las fotografías de los asesinatos cometidos a la policía, en tanto, el señor Brooks le demuestra también su deseo de ser asesinado, y juntos se dirigen a un cementerio alejado de la ciudad en donde se cometerá dicho asesinato.
Cuando llegan al cementerio se dirigen a una tumba que está preparada para un funeral; allí el señor Brooks se hace al lado para que Smith le dispare y así caer en ella y ser sepultado; cuando Smith va a dispararle ve que su arma está bloqueada y que no puede dispararle a Brooks. En ese momento se intercambian los lugares y Brooks le confiesa que Smith no posee prueba alguna para incriminarlo y que por tanto su deseo no es morir si no eliminarlo para tener su camino libre, ya que Brooks se había enterado de que su hija estaba esperando un bebé, y Brooks quería conocer a su futuro nieto.
En dicho momento el señor Brooks toma una pala y asesina a Smith y lo deja en el cementerio tal y como lo había planeado.
En ese mismo instante la detective, quien se encontraba en búsqueda del asesino de la huella, se entera de que su exesposo ha sido asesinado con su abogada, y que ella es una posible sospechosa. Sin embargo, ella escapa en búsqueda del asesino, quien anteriormente le deja una pista para que lo encuentre en un sitio en el cual se había radicado, sin contar que en dicho lugar se encontraba otro matón con su amante que también era buscado por la policía.
Cuando Tracy llega a los suburbios, de un departamento sale Thorton Meeks con su amante y al percatarse de la presencia de Tracy comienza un tiroteo que culmina con Thorton Meeks asesinado a su amante y posteriormente suicidándose.
Con el sospechoso comportamiento de Mr. Smith y su ADN (la orina), la policía termina por atribuirle la identidad del asesino en serie, ahora en búsqueda y captura.
Al final, Brooks se encuentra tranquilo en su casa en donde tiene una pesadilla en la que su hija le mata, pero se despierta y es consolado por su esposa, y después hace una oración para olvidar su oscuro pasado, queriendo iniciar así una nueva vida.

## Reparto
- Kevin Costner - Mr. Brooks
- William Hurt - Marshall
- Dane Cook - Mr. Smith
- Marg Helgenberger - Emma Brooks
- Danielle Panabaker - Jane Brooks
- Demi Moore - Detective Tracy Atwood